# Доротея Мария Саксен-Гота-Альтенбургская (1674—1713)
Доротея Мария Саксен-Гота-Альтенбургская (нем. Dorothea Marie von Sachsen-Gotha-Altenburg; 22 января 1674, Гота — 18 апреля 1713, Майнинген) — принцесса Саксен-Гота-Альтенбургская, в замужестве герцогиня Саксен-Мейнингенская.

## Биография
Доротея Мария — дочь герцога Фридриха I Саксен-Гота-Альтенбургского и его супруги Магдалены Сибиллы, дочери герцога Августа Саксен-Вейсенфельского. Принцесса получила основательное образование в религии, науках, языках и музыке.
19 сентября 1704 года в замке Фриденштайн она вышла замуж за своего кузена, будущего герцога Саксен-Мейнингена Эрнста Людвига I, с которым она была помолвлена в мае того же года. По поводу бракосочетания была выпущена памятная монета. В качестве подарка невесте Доротея Мария получила крепость Лаутербург близ Рёденталя, где Эрнст Людвиг повелел построить охотничий замок Людвигсбург.
Брак считался счастливым, герцогиня разделяла страсть супруга к музыке и поэзии. Доротея Мария по болезни проживала преимущественно за городом, преимущественно близ Бад-Либенштайна во Фрауэнбрайтунгене и в Драйсигаккере. Герцогиня занималась благотворительностью и оказывала поддержку сиротскому дому в Мейнингене.
В Драйсигаккере Эрнст Людвиг планировал возвести загородный дворец, который он хотел назвать в честь супруги Доротеенбургом, однако Доротея Мария умерла уже в 1718 году, и этим планам не было суждено осуществиться. Доротея Мария похоронена в склепе дворцовой церкви в Мейнингене.

## Потомки
- Иосиф Бернхард (27 мая 1706 — 22 марта 1724), наследный принц Саксен-Мейнингена. Умер раньше отца.
- Фридрих Август (4 ноября 1707 — 25 декабря 1707)
- Эрнст Людвиг II (8 августа 1709 — 24 февраля 1729), герцог Саксен-Мейнингена
- Луиза Доротея (10 августа 1710 — 22 октября 1767), замужем за герцогом Фридрихом III Саксен-Гота-Альтенбургским (1699—1772)
- Карл Фридрих (18 июля 1712 — 28 марта 1743), герцог Саксен-Мейнингена.